# Église de Pyhäranta
L'église de Pyhäranta (finnois : Pyhäran kirkko) est  une église luthérienne située à  Pyhäranta en Finlande.

## Description
L'église est construite en 1906 selon les plans de l'architecte Josef Stenbäck. 
Elle est de style nationaliste romantique.
L'église est en granite gris.
L'église a 420 sièges. 
En 1936, la fabrique d'orgues de Kangasala a fourni l'orgue à l'église de Rauma qui l'a revendu en 1965 à l'église de Pyhäranta.
Le retable peint en 1939 par Ilmari Heinonen  représente Jésus sur la croix.
La direction des musées de Finlande a classé l'église et son paysage culturel dans les sites culturels construits d'intérêt national.